# Bob Mollohan
Robert Homer Mollohan, detto Bob (Grantsville, 18 settembre 1909 – Fairmont, 3 agosto 1999), è stato un politico statunitense, membro della Camera dei Rappresentanti per lo stato della Virginia Occidentale dal 1953 al 1957 e poi ancora dal 1969 al 1983.

## Biografia
Nato a Grantsville, dopo aver conseguito il diploma da contabile Mollohan venne assunto come esattore delle tasse. Fu poi direttore locale della Works Progress Administration nel 1939 e della sede locale del Census Bureau nel 1940; per i successivi otto anni fu sovrintendente dello State Industrial School for Boys e in seguito fu commesso presso il Senato.
Entrato in politica con il Partito Democratico, nel 1952 Mollohan si candidò alla Camera dei Rappresentanti e riuscì a farsi eleggere deputato, venendo riconfermato per un secondo mandato nel 1954.
Nel 1956 lasciò il seggio per candidarsi alla carica di governatore della Virginia Occidentale, ma fu sconfitto dal repubblicano Cecil H. Underwood. Nel 1958 si candidò nuovamente alla Camera, ma risultò sconfitto dal repubblicano che gli era succeduto, Arch A. Moore Jr., perciò Mollohan abbandonò temporaneamente la politica e intraprese il mestiere di assicuratore.
Nel 1968, quando Moore lasciò il seggio per candidarsi alla carica di governatore, Mollohan decise di presentarsi nuovamente alle elezioni per il suo vecchio seggio e venne eletto. Negli anni successivi fu riconfermato per altri sei mandati, finché nel 1982 decise di lasciare il Congresso dopo diciotto anni di permanenza complessiva e fu succeduto dal figlio Alan.
Bob Mollohan morì a Fairmont nel 1999, poche settimane prima di compiere novant'anni.